# Rychnov na Moravě
Rychnov na Moravě (en allemand : Reichenau) est une commune du district de Svitavy, dans la région de Pardubice, en Tchéquie. Sa population s'élevait à 605 habitants en 2024.

## Géographie
Rychnov na Moravě se trouve à 9 km au nord de Moravská Třebová, à 15 km au nord-est de Svitavy, à 66 km au sud-est de Pardubice et à 161 km à l'est-sud-est de Prague.
La commune est limitée par Luková et Žichlínek au nord, par Třebařov à l'est, par Staré Město et Kunčina au sud, et par Mladějov na Moravě et Trpík à l'ouest.

## Histoire
La première mention écrite du village date de 1365. Il se trouve à la limite des deux régions historiques de Bohême et de Moravie.

## Galerie

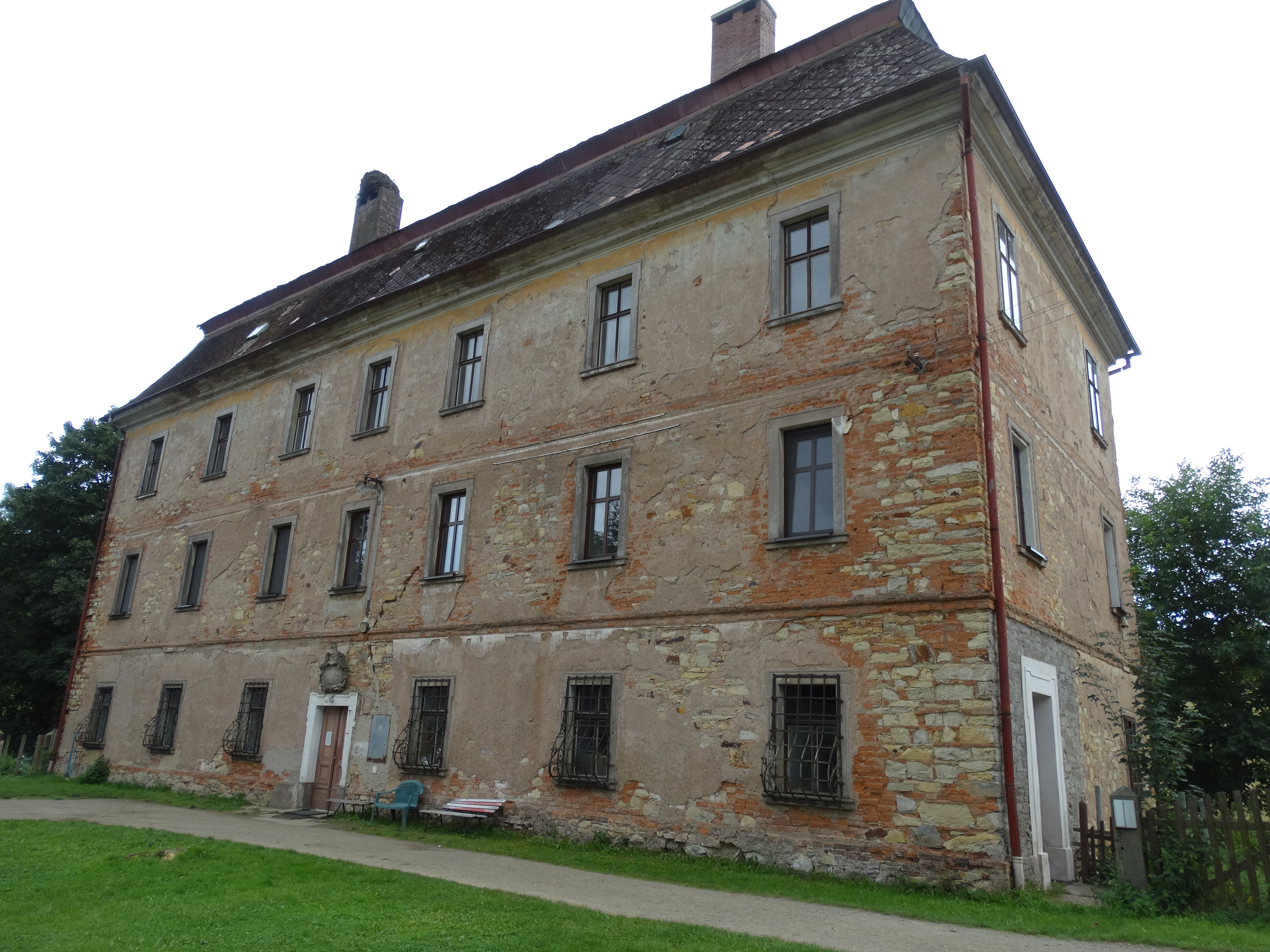
Rychnov na Moravě : presbytère.
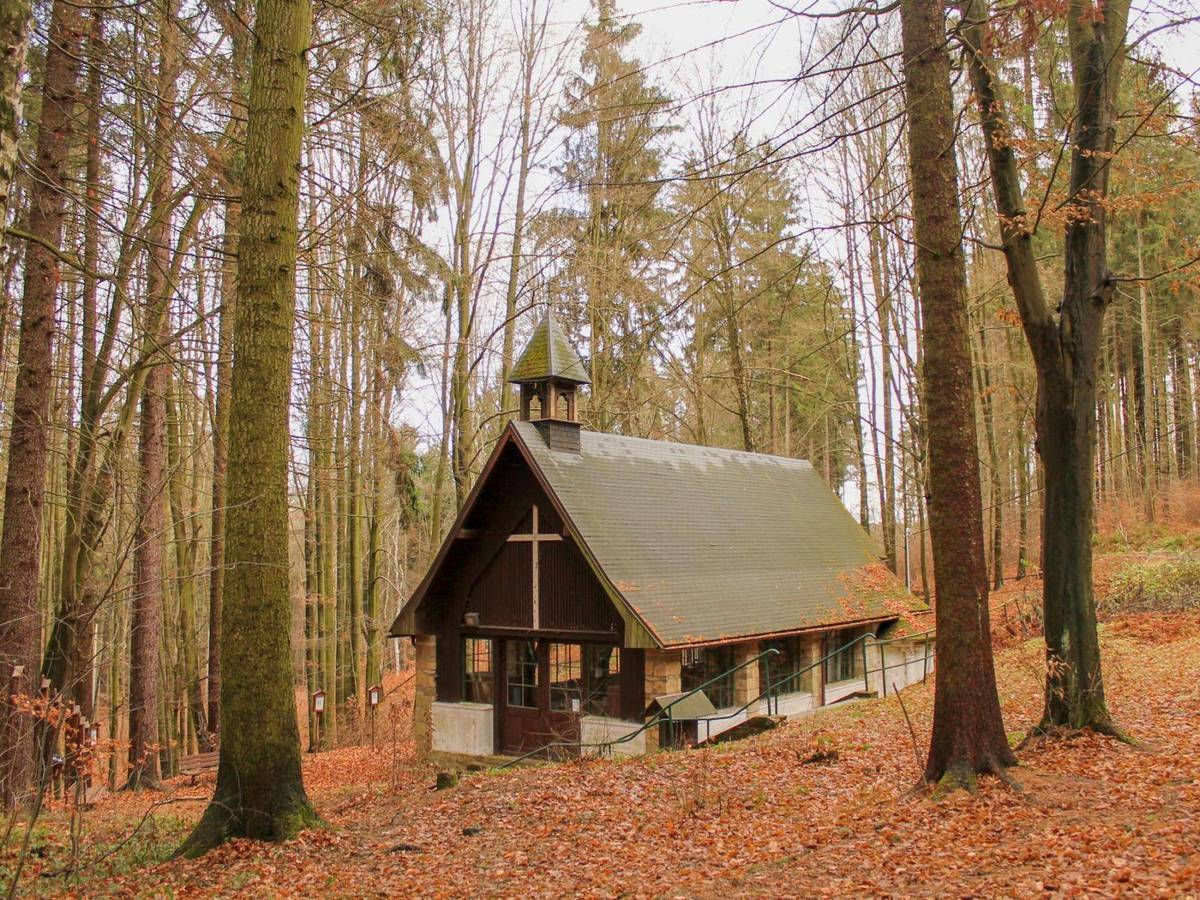
Chapelle de la Vierge Marie.

## Transports
Par la route, Rychnov na Moravě se trouve à 12 km de Lanškroun, à 15 km de Moravská Třebová, à 27 km de Svitavy, à 87 km de Pardubice et à 201 km de Prague.